# Mauro Arambarri
Pour les articles homonymes, voir Arambarri.
Mauro Arambarri, né le 30 septembre 1995 à Salto (Uruguay), est un footballeur international uruguayen qui évolue au poste de milieu de terrain au Getafe CF.

## Biographie

### Enfance
Il commence le football près de son domicile dans l'équipe de Salto. Il y joue de 8 à 13 ans. Il joue régulièrement en étant surclassé dans les catégories supérieures et a donc l'habitude de se frotter contre des personnes plus âgées.
Il remporte de nombreuses fois le championnat local avec son équipe dont il est l'un des principaux cadres.
En 2011, il effectue un tournoi où sont présentes les meilleures équipes uruguayennes. Il est repéré par le Defensor Sporting Club et rejoint le centre de formation de cette équipe.

### Defensor Sporting
Le 1er juillet 2013, il est promu au sein de l'équipe première. Il fait ses débuts en championnat contre le club de Phoenix le 15 septembre. Lors la saison 2014/15, il joue 12 des 15 matchs du championnat uruguayen.
Lors de saison 2015/16, il continue à démontrer son talent. Le 11 septembre 2015, il devient capitaine pour la première fois de sa carrière lors d'un match contre Rentistas.

### Girondins de Bordeaux
Le 1er février 2016, les Girondins de Bordeaux annoncent la signature de Mauro Arambarri pour 4 ans et pour 1,5M d'euros. N'entrant pas dans les plans de l'entraîneur Jocelyn Gourvennec, il est transféré au club uruguayen de Club Atlético Boston River en août 2017, pour être prêté dans la foulée à Getafe Club de Fútbol. 

### Getafe
Il s'impose rapidement dans le onze de l'entraîneur, José Bordalas, et réalise une saison pleine en contribuant à la 5e place obtenue à l'issue de la saison 2018-2019, qualifiant le club pour la Ligue Europa. Le 11 juin 2018, Getafe lève son option d'achat et signe un contrat de 5 ans avec le jeune uruguayen.
Alors que la saison 2019-2020 est interrompue par la crise de la COVID-19, Mauro est élu dans le 11 historique du club espagnol par les supporters. Avant la reprise de la Liga en juin 2020, la presse espagnole évoque un intérêt de la part de l'Atletico de Madrid et de l'Inter Milan.

### En sélection nationale
En 2012, Mauro fait partie de la pré-sélection des moins de 20 ans de l'équipe d'Uruguay mais n'est pas intégré à la liste finale pour jouer le championnat sud-américain disputé en Argentine en 2013.
En 2014, il fait partie de l'équipe U-20 de l'Uruguay dirigée par Fabian Intercourse. Il fait ses débuts contre le Chili. L'Uruguay remporte le match 3-0.
Le 3 janvier 2015, il est sélectionné pour défendre l'Uruguay dans le sud-américain des moins de 20 ans. L'Uruguay termine troisième, Mauro joue huit matchs et marque trois buts. Il inscrit un but contre la Colombie, un but contre le Brésil, et enfin un but contre le Pérou. Son équipe est qualifiée pour la Coupe du monde et pour les Jeux panaméricains.
Le 14 mai, il participe à la Coupe du monde U-20 qui se déroule en Nouvelle-Zélande. L'Uruguay est éliminée au deuxième tour par le Brésil aux tirs au but. Mauro Arambarri joue quatre matchs lors du mondial, sans inscrire de but.
Le 21 mai 2015, il figure dans la liste préliminaire des 30 joueurs pour défendre la sélection uruguayenne lors des Jeux panaméricains de Toronto.

## Statistiques

### Clubs
| Saison                | Club                  | Championnat           | Championnat | Championnat | Championnat | Coupe nationale | Coupe nationale | Coupe nationale | Coupe de la Ligue | Coupe de la Ligue | Coupe de la Ligue | Compétition(s) continentale(s) | Compétition(s) continentale(s) | Compétition(s) continentale(s) | Compétition(s) continentale(s) | Total | Total | Total |
| Saison                | Club                  | Division              | M.          | B.          | P.d.        | M.              | B.              | P.d.            | M.                | B.                | P.d.              | Comp.                          | M.                             | B.                             | P.d.                           | M.    | B.    | P.d.  |
| 2013-2014             | Defensor SC           | Primera División      | 12          | 0           | 1           | -               | -               | -               | -                 | -                 | -                 | -                              | -                              | -                              | -                              | 12    | 0     | 1     |
| 2014-2015             | Defensor SC           | Primera División      | 19          | 1           | 1           | -               | -               | -               | -                 | -                 | -                 | -                              | -                              | -                              | -                              | 19    | 1     | 1     |
| 2015-2016             | Defensor SC           | Primera División      | 13          | 0           | 0           | -               | -               | -               | -                 | -                 | -                 | CS                             | 8                              | 0                              | 0                              | 21    | 0     | 0     |
| Sous-total            | Sous-total            | Sous-total            | 44          | 1           | 2           | -               | -               | -               | -                 | -                 | -                 | -                              | 8                              | 0                              | 0                              | 52    | 1     | 2     |
| 2015-2016             | Girondins de Bordeaux | Ligue 1               | 5           | 0           | 0           | -               | -               | -               | -                 | -                 | -                 | -                              | -                              | -                              | -                              | 5     | 0     | 0     |
| 2016-2017             | Girondins de Bordeaux | Ligue 1               | 4           | 0           | 1           | 2               | 0               | 0               | -                 | -                 | -                 | -                              | -                              | -                              | -                              | 6     | 0     | 1     |
| Sous-total            | Sous-total            | Sous-total            | 9           | 0           | 1           | 2               | 0               | 0               | -                 | -                 | -                 | -                              | -                              | -                              | -                              | 11    | 0     | 1     |
| 2017-2018             | Getafe CF             | Liga                  | 27          | 1           | 1           | 2               | 0               | 0               | -                 | -                 | -                 | C3                             | 1                              | 0                              | 0                              | 30    | 1     | 1     |
| 2018-2019             | Getafe CF             | Liga                  | 33          | 1           | 2           | 3               | 0               | 0               | -                 | -                 | -                 | -                              | -                              | -                              | -                              | 36    | 1     | 2     |
| 2019-2020             | Getafe CF             | Liga                  | 35          | 1           | 1           | 1               | 0               | 0               | -                 | -                 | -                 | C3                             | 6                              | 0                              | 0                              | 42    | 1     | 1     |
| 2020-2021             | Getafe CF             | Liga                  | 34          | 3           | 0           | 1               | 0               | 0               | -                 | -                 | -                 | -                              | -                              | -                              | -                              | 35    | 3     | 0     |
| 2021-2022             | Getafe CF             | Liga                  | 31          | 0           | 0           | 0               | 0               | 0               | -                 | -                 | -                 | -                              | -                              | -                              | -                              | 31    | 0     | 0     |
| Sous-total            | Sous-total            | Sous-total            | 160         | 6           | 4           | 7               | 0               | 0               | -                 | -                 | -                 | -                              | 7                              | 0                              | 0                              | 174   | 6     | 4     |
| Total sur la carrière | Total sur la carrière | Total sur la carrière | 193         | 7           | 7           | 9               | 0               | 0               | -                 | -                 | -                 | -                              | 15                             | 0                              | 0                              | 217   | 7     | 7     |

### Sélections
Actualisé le 11 juin 2015.
| Sélection           | Année      | Continental | Continental | Mondial | Mondial | Amical | Amical | Total | Total |
| Sélection           | Année      | Match       | But         | Match   | But     | Match  | But    | Match | But   |
| ------------------- | ---------- | ----------- | ----------- | ------- | ------- | ------ | ------ | ----- | ----- |
| Uruguay U20 Uruguay | 2013/14    | -           | -           | -       | -       | 2      | 0      | 2     | 0     |
| Uruguay U20 Uruguay | 2014/15    | 8           | 3           | 4       | 0       | 10     | 0      | 22    | 3     |
| Uruguay U20 Uruguay | Total sel. | 8           | 3           | 4       | 0       | 12     | 0      | 24    | 3     |
| Total               | Total      | 8           | 3           | 4       | 0       | 12     | 0      | 24    | 3     |